# Maison familiale rurale
Pour les articles homonymes, voir MFR.
Une maison familiale rurale (MFR) est un type d'établissement scolaire français appartenant à un réseau national d'établissements situés en zone rurale. De statut associatif, le réseau des MFR a pour objectif la formation et l'éducation des jeunes et des adultes, ainsi que leur insertion sociale et professionnelle dans l'espace rural. 

## Présentation
Une maison familiale rurale est d’abord un établissement scolaire sous contrat de participation avec l’État ou sous convention avec les conseils régionaux.
Ces établissements accueillent des élèves à compter de la classe de quatrième jusqu'à la licence professionnelle. Les cursus sont organisés en alternance entre le monde professionnel et les cours pédagogiques. Ce modèle se rapproche de celui des centres de formation d'apprentis (CFA).
Le mouvement des maisons familiales rurales, malgré ses apports aux sciences de l’éducation, son rôle dans le développement local et ses travaux sur la citoyenneté depuis 70 ans, reste mal connu dans l'ensemble du système éducatif français.
Les maisons familiales rurales dispensant des formations agricoles, la loi no 84-1285 du 31 décembre 1984, portant réforme des relations entre l'État et les établissements d'enseignement agricole privés, reconnaît la spécificité structurelle et pédagogique des maisons familiales rurales et en fait des partenaires à part entière du paysage éducatif national.
Mais les maisons familiales rurales peuvent également être des Centres de formation pour adultes ou des Centres de formation d’apprentis avec des formations de l’Éducation nationale sous convention avec les conseils régionaux (représentant environ 15 000 stagiaires ou apprentis).
Les maisons familiales rurales reçoivent des adolescents ou des adultes après les différents paliers d’orientation existants : classes de cinquième, de quatrième, de troisième, de seconde, ou de terminale.  
En 2024, 495 associations maisons familiales rurales (associations de formation et structures fédérales) sont présentes en France et forment, par alternance, plus de 95 000 élèves, apprentis ou stagiaires. 367 d'entre elles sont sous contrat avec le ministère français de l'Agriculture.
Il existe plusieurs centaines de maisons familiales rurales dans le monde réparties dans plus de 32 pays.

## Caractéristiques
Les maisons familiales rurales ont des caractéristiques fonctionnelles et éducatives singulières au sein du système éducatif français :
- une taille modeste (150 élèves en moyenne par établissement) ;
- une démarche pédagogique centrée sur le projet personnel de chaque jeune et sur la formation théorique en lien avec les réalités vécues grâce à l'alternance ;
- la coopération entre les enseignants, les familles et les entreprises accueillant les stagiaires pour la mise en œuvre de la formation ;
- l'accent mis sur les apprentissages des savoir-être et les apprentissages sociaux ;
- leur fonctionnement associatif ;
- leur implantation en milieu rural dans des zones où il y a peu de dispositifs de formation ;
- leur volonté enfin d'avoir un idéal pour la société : celui de faire en sorte que chaque personne puisse construire sa vie, avec les autres, dans son métier, dans sa famille, dans son quartier ou dans son village.

Le slogan des maisons familiales, « Cultiver les réussites », se décline autour de quelques axes directeurs :
- Des adultes impliqués et responsables de la formation des jeunes : responsabilité éducative des familles, partage d'expériences entre parents, implication des maîtres de stage, des professionnels.
- Des élèves qui ne sont pas exclusivement des apprenants en salle de classe mais qui sont considérés comme des personnes insérées dans la société, connues et reconnues, qui ont une fonction sociale, qui sont écoutées, qui prennent progressivement des responsabilités…
- Des enseignants ou formateurs ne sont pas uniquement des professeurs mais qui ont une fonction d'écoute, de dialogue, d'accompagnateur de formation. La discipline (la matière enseignée) n'est pas le centre de l'acte d'apprentissage. Le travail en équipe est fondamental.
- La formation n'est pas centrée seulement sur des savoirs livresques. L'équipe éducative travaille également le projet professionnel et personnel et accompagne la réflexion sur l'orientation. La formation est conçue de façon globale et la parcellisation des savoirs est évitée. Les apprentissages des savoir-être (politesse, respect des horaires, travail bien fait…) et la valorisation des savoir-faire pratiques, des temps de stage, cas concrets sont valorisés.
- La maison familiale rurale n'est pas qu'un établissement scolaire. C'est une association ancrée dans les dynamiques locales pour répondre à de nouveaux besoins. Elle porte une ambition pour le développement du territoire et des personnes qui y vivent.

Toutes ces caractéristiques justifient l'appellation d'origine « maison familiale rurale » :
- « maison » parce qu'on vit ensemble, en internat, qu'on se connaît, que l'on participe à l'entretien des locaux ;
- « familiale » parce que les parents sont responsables du fonctionnement de l'établissement ;
- « rurale » parce que la majorité de ces structures est située en dehors des villes.

Les maisons familiales rurales ont une ambition pour la société. Prenant racine dans les mouvements syndicaux et chrétiens progressistes du début du XXe siècle comme le Sillon de Marc Sangnier, les maisons familiales rurales affichent, sans complexe, les concepts qui les animent :
- mobiliser tous ceux qui sont prêts à apporter leur appui à la réussite des jeunes et des adultes ;
- permettre au plus grand nombre de faire sa place dans la société et à chacun de prendre son destin en main ;
- préparer à la citoyenneté et à la responsabilité ;
- développer la démocratie participative à travers le mouvement associatif et les groupements de base ;
- encourager les initiatives locales ;
- affirmer que l'éducation est l'affaire de tous et en particulier l'affaire des familles ;
- associer la formation et le développement ;
- aider, partout dans le monde, les paysans et les communautés à s'organiser et les territoires ruraux à progresser…

Les maisons familiales rurales ont la volonté d'agir pour un monde plus solidaire, plus responsable, plus proche des besoins des personnes.

## Le système pédagogique des maisons familiales
Les fondateurs des maisons familiales rurales ont expérimenté une méthode pédagogique basée sur une démarche en deux temps : sur le terrain, le temps « du faire et de l'action » et à l'école, le temps « de la réflexion et du sens ». Pour permettre une alternative à la logique scolaire classique qui consiste à d'abord apprendre puis restituer.
Sans le savoir[réf. nécessaire], ils ont ainsi créé une formule pédagogique bien connue aujourd'hui des CFA : l'alternance.
Mais le système pédagogique des maisons familiales rurales ne se résume pas à l'alternance. Pour exprimer une réelle efficacité, ce système doit être complété par d'autres aspects qui s'imbriquent les uns dans les autres avec des effets de synergie[pas clair]. 
La pédagogie des MFR s'appuie sur le socle commun de l'enseignement agricole élaboré par le ministère de l'Agriculture pour les établissements agricoles, et se retrouvent aussi bien dans les établissements publics que privés. Plusieurs valeurs sont présentes dans la pédagogie : une dimension sociale, dialogue important avec les adultes qui entourent les jeunes en formations ; mise au centre de la formation technique, qui est au service de la formation générale ; la vie communautaire et l'internat ; des effectifs réduits ; les enseignants, appelé formateurs ou moniteurs, doivent avoir des fonctions polyvalentes de relation, d'enseignement, d'éducation, d'animation, surveillance d'internat et discussions ; les familles sont actives dans l'éducation de leurs enfants.

## Origines
La première maison familiale à porter ce titre a été fondée en 1937 à Lauzun à l'initiative de l'abbé Pierre-Joseph Granereau (1885-1987) et du Syndicat central d'initiative rurale (SCIR). Cependant, le premier établissement destiné à cet objectif a été créé deux ans plus tôt dans le village voisin de Sérignac-Péboudou (Lot-et-Garonne), par l'abbé Granereau. Une loi de juillet 1941, prise dans le contexte de la Corporation paysanne mise en place par l'État français (Régime de Vichy), qui organise l'enseignement agricole post-scolaire, a structuré le réseau des maisons familiales rurales ; elles ont survécu à la Libération et jouent toujours un rôle important dans l'enseignement agricole français actuel.
Chaque maison familiale est, en effet, gérée par des familles et des professionnels groupés en association. 

### Organiser un système éducatif rural, solidaire et charitable
Inspirées par le christianisme social du début du XXe siècle puis nourries par les organisations militantes engagées dans l'évolution du monde agricole et rural, les maisons familiales sont marquées par la double ambition des hommes et des femmes qui les ont créées. Ces derniers avaient, à la fois, un objectif pour leurs enfants — ainsi que pour eux-mêmes — et une volonté de peser sur le milieu où ils vivaient. Depuis toujours donc, une certaine philosophie de l'épanouissement de l'homme a alimenté le mouvement des maisons familiales rurales dans ses démarches conceptuelles et ses réalisations pratiques. Au-delà de cette approche humaniste, son champ d'action s'est structuré autour de quatre références - le monde des associations et en particulier les associations familiales, l'économie sociale, l'éducation populaire - et le système pédagogique de l'alternance, inédit, qu'il a lui-même conçu. Ainsi, depuis l'origine, le projet des maisons familiales, à travers les formations qu'elles mettent en œuvre et leur fonctionnement associatif, est de donner à chacun, et à chaque jeune en particulier, les moyens de construire son avenir avec ceux qui l'entourent pour un monde plus solidaire et plus responsable.

### Permettre aux jeunes de faire leur place dans le monde des adultes
Au départ (en 1935-1937), la volonté des familles qui se sont groupées pour agir, ensemble, au sein de la première maison familiale était de permettre à leurs enfants de rester au « pays » tout en continuant à se former, à réfléchir à leurs projets, à moderniser leur exploitation agricole, à s'engager dans leur métier et dans le développement de leur territoire. Permettre aux jeunes de faire leur place dans le monde des adultes tout en contribuant à le transformer, telle est, toujours, la grande ambition des maisons familiales. Aujourd'hui, cette ambition ne se limite plus aux enfants d'origine agricole mais concerne tous les adolescents. Or, ce vaste dessein ne peut se concevoir qu'avec l'acceptation pleine et entière du principe de la responsabilité éducative des familles dans le cadre des relations traditionnelles entre parents et enfants mais également en leur donnant la responsabilité d'une partie d'un système éducatif. Pour illustrer ce principe, ainsi que pour conforter leur indépendance, les maisons familiales rurales ont fait le choix (en 1942) de rejoindre le mouvement associatif.

### Associations familiales
Les maisons familiales rurales sont des associations, au regard de la loi du 1er juillet 1901, et des associations familiales, au regard du Code de l'action sociale et des familles. Elles revendiquent cette reconnaissance qui leur permet d'affirmer leur originalité et leur raison d'être. La forme associative et la vie associative qui les animent leur donnent, en effet, une place singulière dans le paysage éducatif français car elles mettent en pratique, très concrètement, la responsabilité éducative des familles. Ce statut leur donne le droit de siéger dans les instances associatives et familiales représentatives.

### Système pédagogique spécifique
Avec le choix associatif, les maisons familiales rurales vont peu à peu concevoir un système éducatif qui permet d'appréhender la globalité des personnes en formation et de mobiliser toutes celles qui les entourent. Après avoir mis en œuvre, les premières années, de façon empirique, une alternance de stages et de séjours à l'école, elles vont progressivement préciser leur approche pédagogique. « À l'école « classique », l'élève est écartelé entre trois univers : l'école, sa vie familiale, sa vie sociale. Avec l'alternance ces trois mondes ne font plus qu'un. L'unité pédagogique est reconstituée. »
À partir de 1950, André Duffaure, jeune responsable du mouvement, va structurer cette pensée en relation avec des pédagogues de « l'École nouvelle française ». Intégrant les recherches sur les méthodes actives d'apprentissage et la place centrale de l'élève dans le système éducatif, les maisons familiales rurales vont toutefois élaborer une conception spécifique de l'enseignement autour de quelques grands principes : expérience du jeune en situation professionnelle en vraie grandeur, activités pédagogiques permettant de lier les temps d'expériences en milieu professionnel et familial et les temps d'école, association de la formation professionnelle et de la formation générale, prise en compte des relations du jeune et de son milieu de vie, organisation de l'enseignement en plan de formation, formation thématique (grâce au Plan d'Étude notamment)…

### Contribuer aux transformations économiques et sociales
L'engagement des pionniers des maisons familiales rurales puisait ses sources dans une ambition plus large encore que l'unique champ de l'éducation de leurs enfants. Ils voulaient également agir pour leur milieu de vie, faire évoluer leur profession et leur région. Cette volonté de contribuer à l'évolution de la société, avec les idées forces d'engagement collectif et de promotion des personnes, trouve ses marques dans l'univers de l'économie sociale et de l'éducation populaire.

### Économie sociale
Compte tenu de leur histoire, de leurs valeurs, de leur organisation et de leur attachement au monde associatif, les maisons familiales rurales appartiennent sans conteste au large champ de l'économie sociale et solidaire comme les mutuelles et les coopératives. Certaines valeurs sont partagées avec la Charte de l'Économie solidaire, telles que le fonctionnement démocratique, une organisation composée de sociétaires solidaires et égaux en devoirs et en droits, la liberté d'action concernant leur développement, en engagement favorable au développement harmonieux de la société,  pour une promotion aussi bien individuelle que collective.

### Éducation populaire
Dans les statuts des maisons familiales rurales, il est fait référence à leur caractère d'éducation populaire. « L'éducation populaire contribue à l'éducation à la citoyenneté au sens d'engagement au service de l'intérêt général. L'éducation populaire permet à des personnes de participer avec d'autres, à la construction d'un projet de société et à la réduction des inégalités sociales, culturelles et économiques. L'éducation populaire se caractérise par une démarche inductive et éducative que des personnes s'approprient par elles-mêmes pour construire en commun un projet et déterminer ensemble des règles et un contenu ».